# Louerre
Louerre és un municipi francès situat al departament de Maine i Loira i a la regió de País del Loira. L'any 2007 tenia 383 habitants.

## Demografia

### Població
El 2007 la població de fet de Louerre era de 383 persones. Hi havia 164 famílies de les quals 40 eren unipersonals (28 homes vivint sols i 12 dones vivint soles), 68 parelles sense fills, 44 parelles amb fills i 12 famílies monoparentals amb fills.
La població ha evolucionat segons el següent gràfic:
Habitants censats

### Habitatges
El 2007 hi havia 210 habitatges, 165 eren l'habitatge principal de la família, 24 eren segones residències i 20 estaven desocupats. 199 eren cases i 6 eren apartaments. Dels 165 habitatges principals, 119 estaven ocupats pels seus propietaris, 44 estaven llogats i ocupats pels llogaters i 2 estaven cedits a títol gratuït; 4 tenien una cambra, 6 en tenien dues, 37 en tenien tres, 47 en tenien quatre i 71 en tenien cinc o més. 130 habitatges disposaven pel capbaix d'una plaça de pàrquing. A 78 habitatges hi havia un automòbil i a 70 n'hi havia dos o més.

### Piràmide de població
La piràmide de població per edats i sexe el 2009 era:
| Homes | Edats   | Dones |
| ----- | ------- | ----- |
| 0     | 95 o +  | 0     |
| 4     | 90 a 94 | 0     |
| 4     | 85 a 89 | 0     |
| 0     | 80 a 84 | 0     |
| 12    | 75 a 79 | 4     |
| 16    | 70 a 74 | 20    |
| 4     | 65 a 69 | 4     |
| 12    | 60 a 64 | 24    |
| 8     | 55 a 59 | 12    |
| 12    | 50 a 54 | 4     |
| 12    | 45 a 49 | 12    |
| 12    | 40 a 44 | 16    |
| 20    | 35 a 39 | 16    |
| 4     | 30 a 34 | 4     |
| 16    | 25 a 29 | 12    |
| 16    | 20 a 24 | 12    |
| 16    | 15 a 19 | 16    |
| 24    | 10 a 14 | 12    |
| 8     | 5 a 9   | 12    |
| 0     | 0 a 4   | 4     |

## Economia
El 2007 la població en edat de treballar era de 229 persones, 169 eren actives i 60 eren inactives. De les 169 persones actives 151 estaven ocupades (81 homes i 70 dones) i 18 estaven aturades (10 homes i 8 dones). De les 60 persones inactives 22 estaven jubilades, 14 estaven estudiant i 24 estaven classificades com a «altres inactius».

### Ingressos
El 2009 a Louerre hi havia 176 unitats fiscals que integraven 436 persones, la mediana anual d'ingressos fiscals per persona era de 15.940,5 €.

### Activitats econòmiques
Dels 12 establiments que hi havia el 2007, 1 era d'una empresa de fabricació d'altres productes industrials, 3 d'empreses de construcció, 2 d'empreses de comerç i reparació d'automòbils, 1 d'una empresa d'hostatgeria i restauració, 3 d'empreses de serveis i 2 d'empreses classificades com a «altres activitats de serveis».
Dels 3 establiments de servei als particulars que hi havia el 2009, 2 eren paletes i 1 guixaire pintor.
L'any 2000 a Louerre hi havia 18 explotacions agrícoles que ocupaven un total de 912 hectàrees.

## Equipaments sanitaris i escolars
El 2009 hi havia una escola maternal integrada dins d'un grup escolar amb les comunes properes formant una escola dispersa.

## Poblacions més properes
El següent diagrama mostra les poblacions més properes.